# Garcie Ier d'Auch
Garcie Ier est le septième archevêque d'Auch, de 982 à 987.

## Éléments biographiques
Il est cité dans une donation faite par Garcie, fils d'Arnaud, comte d'Astarac en faveur de l'église d'Auch,. Il y a cependant un problème dans cette donation, Garcie Ier n'est archevêque d'Auch qu'à partir de 982 alors que Garcie Arnaud est mort avant 975.
Le comte Aymeric Ier de Fezensac s'empare ensuite de l'église et du domaine de Vic pour le donner à Raymond Paba et Garcie les excommunie pour les obliger à se soumettre et à faire amende honorable. Puis il oblige le comte Guillaume d'Astarac, coupable d'avoir épouser une proche parente à faire pénitence et à faire don de la ville de Sainte-Venance ou Aurance,. Mais on retrouve un problème chronologique dans cette affirmation de Brugeles car le comte Guillaume d'Astarac alors que[pas clair] ce dernier est cité entre 1023 et 1060, soit bien après le sacerdoce de Garcie.
Il accorda également des privilèges à l'abbaye de Simorre dont l'abbé, Odon d'Astarac fut son successeur à Auch,.